# Lista över satiriker

## A
- Lena Ackebo
- Emma AdBåge
- Lisen Adbåge
- Christina Alvner
- Jan-Erik Ander /jeander
- Oskar Andersson
- Max Andersson [förtydliga]
- Love Antell

## B
- Magnus Bard
- Aubrey Beardsley
- Thomas Bewick
- Torsten Billman
- Tomas Bodling
- Donald Boström
- Botox
- Auguste Bouquet
- Wilhelm Busch
- Mats Böllner

## C
- Gabriel Chevallier
- Lucas Cranach
- Walter Crane
- George Cruikshank
- Isaac Cruikshank
- Mr Cool

## D
- Fritz von Dardel
- Honoré Daumier
- Edvard Derkert
- Martin Disteli
- Albrecht Dürer

## E
- Carl August Ehrensvärd
- Lennart Elworth
- Martin Eriksson

## F
- Anders Forsberg
- Edvard Forsström
- Ulf Frödin

## G
- Eric J.Garcia
- André Gill
- James Gillray
- J. J. Grandville
- Owe Gustafson
- Max Gustafson

## H
- Emma Hanquist
- Riber Hansson
- William Heath
- Christina Heitmann
- Lars Hillersberg
- Heinrich Hoffman
- William Hogarth
- Lars-Erik Håkansson /lehån
- Carl Fredrik Hägg

## J
- Oscar Jacobsson
- Olle Johansson
- Henri-Gustave Jossot
- Torsten Jurell
- Pia Jämtvall

## K
- Ewert Karlsson/EWK
- Gun Kessle

## L
- Henrik Lange
- John Leech
- Julie Leonardsson
- David Liljemark
- David Lindén
- Maja Lindén
- Hans Lindström

## M
- Olaus Magnus
- Kati Mets
- William Morris

## N
- Hillevi Nagel
- Kjell Nilsson-Mäki
- Robert Nyberg
- Hendrik Nyberg
- Aake Nystedt

## P
- Franz von Pocci
- José Guadalupe Posada

## R
- Ulf Rahmberg
- Alfred Rethel
- Imke Rust

## S
- Johan Tobias Sergel
- Tom Sharpe
- Lena Sjöberg
- Alexandre Théophile Steinlen
- Jan Stenmark
- Tzenko Stoyanov
- Liv Strömquist
- Karin Z. Sunvisson
- Ola Söderholm

## T
- John Tenniel
- Christer Themptander
- Charles-Joseph Traviès

## V
- Félix Vallotton

## W
- Ulla Wennberg
- Torgny Wärn

## Z
- Leif Zetterling